# Grodzisko (Gdańsk)
Der Grodzisko (deutsch Hagelsberg) ist eine 46 Meter hohe Erhebung in Danzig in Polen. Er liegt auf dem Gebiet des Stadtbezirks Śródmieście (Innenstadt) am Rande der Rechtstadt (Główne Miasto).

## Geographie
Die Erhebungen am Stadtrand gehören zum Baltischen Landrücken, einer eiszeitlichen Moräne. Der südlich gelegene Biskupia Górka (Bischofsberg) steigt bis zu einer Höhe von 60 Metern an. Der Wzgórze Kawowe (Kaffeeberg) bei Oliwa (Oliva) erreicht 115 Meter.

## Geschichte
Die Anhöhe gehört zu den ersten besiedelten Orten im Gebiet der Stadt. Funde zahlreicher Münzen aus dem 9. und 10. Jahrhundert und Spuren vorchristlicher Bestattungen stützen diese These. Der Hagelsbergh (Góra Gajowa) wurde 1385 erstmals urkundlich erwähnt. Der heutige Name wurde 1949 festgelegt, zuvor hieß er Góra Gradowa. Er war Eigentum des Deutschen Ordens und lag an der Straße, die entlang des Potok Siedlecki (Tempelburger Wasser) in die Rechtstadt führte.
Georg von Strackwitz ließ von 1655 bis 1668 zwei Bastionen der Festung Danzig (Twierdza Gdańsk) auf dem Hagelsberg errichten. Nach Kapitulation der preußische Besatzung errichteten die Franzosen 1811 ein Reduit. Nach der Besetzung Danzigs bauten diese von 1807 bis 1813 die Festungsanlagen weiter aus. Auf dem Hagelsberg wurde 1811 ein Reduit errichtet. Die Werke erfuhren 1867–1874 einen gründlichen Umbau nach neupreußischer Manier. Die seit 1913 bestehende Hauptfunkstation der Garnison diente von 1926 bis 1945 dem Rundfunk der Freien Stadt Danzig. Ein Teil der Befestigungsanlagen wurde für die Nutzung als Park abgerissen, die Gebäude zu Wohnungen umgebaut.
Nach 1945 wurden die Gebäude von der Milicja Obywatelska (MO) genutzt. Seit 1997 wurde das Gelände als Park angelegt. Der Kulturpark „Twierdza Gdańsk“ wurde 2009 zum „Centrum Hewelianum“ umgewandelt. Das interdisziplinäre Bildungszentrum trägt seit Oktober 2018 den Namen „Hewelianum“ und ist in den Festungswerken beheimatet. Das 16 Meter hohe Millenniumskreuz von Jacek Łuczak auf der Bastion Jerusalem würdigt zwei Jahrtausende des Christentums und die tausendjährige Geschichte der Stadt.